# 勒瑟尔
勒瑟尔（法語：Le Seure，法語發音：[lə sœʁ]）是法国滨海夏朗德省的一个市镇，位于该省东部，属于桑特区。

## 地理
勒瑟尔（45°47'25"N, 0°22'0"W）面积5.68 平方千米，位于法国新阿基坦大区滨海夏朗德省，该省份为法国西部滨海省份，北起旺代省，西临大西洋，南至吉倫特省，东南接多爾多涅省，东北接德塞夫勒省接壤，东临夏朗德省。
与勒瑟尔接壤的市镇（或旧市镇、城区）包括：梅纳克、米格龙、蒙斯、瓦勒德干邑。

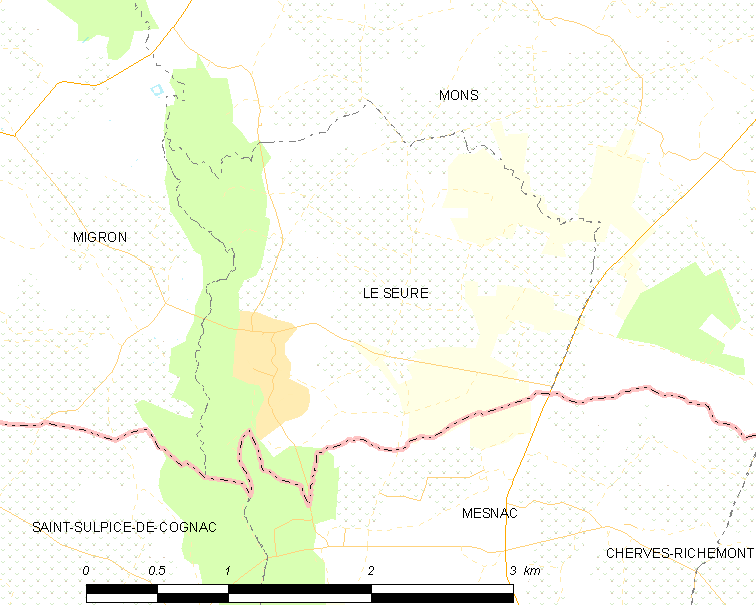
勒瑟尔的OSM定位图

勒瑟尔的时区为UTC+01:00、UTC+02:00（夏令时）。

## 行政
勒瑟尔的邮政编码为17770，INSEE市镇编码为17426。

## 政治
勒瑟尔所属的省级选区为沙尼耶县。

## 人口

1962-2008年间勒瑟尔人口变化图示

勒瑟尔于2022年1月1日时的人口数量为275人。